# نموذج النضج الديناميكي للتعلق والتكيف
نموذج التكيّف والنضج الديناميكي للتعلق هو نموذج بيولوجي-نفسي-اجتماعي يصف تأثير علاقات التعلق على تطور الإنسان وأدائه. يركّز هذا النموذج بشكل خاص على تأثير العلاقات بين الأطفال والآباء وبين الأزواج في العلاقات الإنجابية. وقد تطوّر في البداية انطلاقًا من نظرية التعلق كما طوّرها جون بولبي وماري أينسورث، ودمج العديد من النظريات الأخرى في نموذج شامل للتكيّف مع أخطار الحياة المتعددة. وقد أُنشئ نموذج التكيّف والنضج الديناميكي للتعلق في الأصل من قِبل عالمة النفس التنموي باتريشيا ماكنزي كريتيندن وزملائها، بمن فيهم ديفيد ديلالا، أنجيليكا كلاوسن، أندريا لانديني، ستيف فارنفيلد، وسوزان سبايكر.
إحدى المبادئ الأساسية في نموذج النضج الديناميكي للتعلق والتكيف هو أن التعرض للخطر يدفع التطور العصبي والتكيّف بهدف تعزيز البقاء. ويشمل الخطر هنا أيضًا الخطر في العلاقات. في نظرية التعلق حسب نموذج النضج الديناميكي للتعلق والتكيف، عندما يحتاج الشخص إلى الحماية أو المواساة من خطر ما من شخص تربطه به علاقة حماية، فإن طبيعة العلاقة تولّد استراتيجيات ذاتية للحماية خاصة بتلك العلاقة. هذه الاستراتيجيات هي أنماط من السلوك تشمل المعالجة العصبية الكامنة. وتصف استراتيجيات الحماية في النضج الديناميكي للتعلق والتكيفجوانب من العلاقة بين الوالد والطفل، والعلاقات العاطفية، وإلى حد ما، العلاقات بين المرضى/العملاء والمتخصصين في المساعدة طويلة الأمد.

## التاريخ
من خلال تطور نظرية التعلق، بلور الطبيب النفسي البريطاني جون بولبي نظرية متماسكة، ويُعزى إليه عمومًا الفضل في وضع الأساس لنظرية التعلق الحديثة. بدأت ماري أينسورث، وهي عالمة نفس أمريكية-كندية، العمل مع بولبي في خمسينيات القرن الماضي. أنجزت أينسورث أطروحتها لنيل الدكتوراه في عام 1940 تحت إشراف وليم بلاتز، الذي كان قد طوّر "نظرية الأمان"، والتي تُعد سابقة لنظرية التعلق.] كان بلاتز يعتقد أن جوهر العلاقة بين الأم (كما كان يسميها في تعابيره العامية) والطفل يكمن في تطوير علاقة موثوقة وآمنة تعمل كقاعدة آمنة لاحتياجات الطفل الاستكشافية. وقد شكّل هذا الأساس الأولي لتطور نظرية التعلق كنموذج ثنائي يتناول الأمان مقابل عدم الأمان، يتركز على مفهومي السلامة واللعب.
ومع ذلك، فقد بدأ كل من أينسورث وبولبي خلال خمسينيات القرن الماضي في تطوير نموذج ثلاثي يركز على الخطر والبقاء. وفي ستينيات القرن الماضي، طوّرت أينسورث أول أسلوب علمي لقياس التعلق، أطلقت عليه اسم "الوضع الغريب". وقد أكّدت نتائج هذا التقييم صحة النموذج الثلاثي. ومن خلال البقاء ضمن إطار الأمان مقابل عدم الأمان، حدّدت أينسورث نمطًا واحدًا آمنًا ونمطين مختلفين تمامًا من أنماط عدم الأمان. وأطلقت عليها الأحرف A وB وC، حيث يمثّل الحرف B النمط الآمن.
وقد ساهم طلاب الدراسات العليا لدى أينسورث، بما فيهم ماري ماين وباتريشيا "بات" كريتيندن، في تطورات مهمة في علم ونظرية التعلق. وقد أدركت كل من ماين وكريتيندن أن المعايير التي كانت تستخدمها أينسورث لم تكن تسمح بتصنيف عدد كبير من الأطفال ضمن أنماط التعلق. وصفت ماين في البداية معظم هذه الفئة بأنهم غير منظمين، أي غير قادرين على تنظيم استراتيجية تعلق تساعدهم على تلبية احتياجات نظام التعلق لديهم من حيث السلامة. وقد أعادت ماين وسولومون لاحقًا تعريف التعلق غير المنظم. وقد خُصصت عقود من البحث لاستكشاف هذا المفهوم، لكن تبين في نهاية المطاف أن هذا المفهوم غير مفيد تقريبًا.
درست كريتيندن على يد أينسورث في الثمانينيات، بعد عشر سنوات من ماين. وبما أن كريتيندن ركّزت في البداية على الخطر ورأت أن نظام التعلق يعزز البقاء، فقد رفضت فكرة أن نسبة كبيرة من الأطفال قد تفشل في تنظيم استراتيجية تعلق تساعدهم على البقاء. وبالتالي، بحثت عن تفسيرات أخرى للقصور الظاهر في نموذج أينسورث الأصلي. وأثناء ذلك، وسّعت أنماط التعلق A وB وC، وبمساعدة أندريا لانديني، نظّمت هذه الأنماط ضمن ما أصبح لاحقًا نموذج النضج الديناميكي.
وقد بدأت عملها بعد أن كتب جون بولبي الكتاب الثالث في ثلاثيته "التعلق والفقدان" عام 1980، بعنوان الفقدان: الحزن والاكتئاب. في الفصل الرابع من هذا الكتاب، قدّم بولبي وجهة نظره بأن التعلق يرتبط ارتباطًا وثيقًا بمعالجة المعلومات والاستبعاد الدفاعي للمعلومات بهدف النجاة من الخطر النفسي. وجادل بأن آليات الدفاع النفسي الشائعة هي في الواقع محاولات لإبقاء أنواع معينة من المعلومات غير المرغوب فيها خارج الذهن أثناء التجارب وعند التفكير في الأمور واتخاذ القرارات. وقد ركّزت كريتيندن في عملها على كيفية تطوير البشر لاستراتيجيات ذاتية للحماية وأنماط لمعالجة المعلومات في سياق الخطر.
وبمعنى من المعاني، بدأت كريتيندن من حيث توقف بولبي وأينسورث. وبينما تخلّت عن بعض المفاهيم القديمة مثل الأمان مقابل عدم الأمان، والنماذج الذهنية الداخلية، فقد احتفظت بالنموذج الثلاثي وطورته. ولا يزال نموذج النضج الديناميكي للتعلق والتكيف يتطور، وقد وصفه فوناجي بأنه "النموذج الأكثر تطورًا سريريًا الذي يمكن أن تقدمه نظرية التعلق في الوقت الحاضر".

## التعلق وفق نموذج النضج الديناميكي للتعلق والتكيف

### التعريف الأساسي
يشير التعلّق إلى نظام يتضمن حاجة الإنسان إلى الحماية من الخطر، والحصول على الراحة خاصة بعد التعرض للخطر، بالإضافة إلى علاقة مع شخصية متعلَّق بها يمكنها أن توفّر الحماية من الخطر والراحة. وبوصفه نظاماً يتمركز حول البقاء، فإنه يتضمن أيضاً حاجة الإنسان إلى زيادة فرص التكاثر وحماية النسل.
خصوصاً عندما يشمل نظام التعلّق مقدّم رعاية وطفلاً، فإن التفاعلات العلائقية المرتبطة باحتياجات التعلّق تُشكّل النمو العصبي، وعمليات التنظيم العاطفي والبيولوجي لدى الأطفال. وبالتالي، فإن بيئة الطفل العلائقية وبيئة التربية الأبوية لهما تأثيرات تمتد طوال الحياة.
قد يكون شخصية التعلّق بالنسبة للأطفال أحد الوالدين أو كليهما أو مقدّم رعاية مقرّب آخر، أما بالنسبة للبالغين فقد يكون الشريك العاطفي. وشخصية التعلّق هي من يُرجّح أن يتوجّه إليها الإنسان عند التعرض للضغط. وقد يكون ذلك الشخص أقوى، أو أحكم، أو محلّ ثقة (حتى وإن لم يكن دائماً آمناً أو واقياً). وتتميّز العلاقة التي تؤثّر على التعلّق بكونها مشحونة عاطفياً وتنطوي على تنظيم أو اختلال في تنظيم المشاعر. كما تتضمن أيضاً حماية الإنسان من أن يُجبر على التعامل مع ما يتجاوز قدرته النمائية (أي نطاق نموّه القريب). أما شخصية التعلّق المثلى، فهي تلك التي تكون متناغمة بوعي مع تواصل الإنسان واحتياجاته، ومتجاوبة معها، وتُشجّع على الفضول واستكشاف المعلومات الجديدة.
قد يعمل المهنيون المساعدون، ورجال الدين، والمحامون، وضباط المراقبة، والمعلمون، وقادة الأندية، والأصدقاء، وغيرهم من الأشخاص، كشخصية تعلّق مساعدة، أو شخصية تعلّق انتقالية، لمساعدة الناس على تجاوز تجربة صعبة.
وقد يكون الخطر موضوعياً (مثل المياه العميقة، أو حواف المنحدرات، أو الأفاعي) أو ذاتياً ويخص أنماط التعلّق المحددة لدى الأفراد. بالنسبة للأشخاص الذين يميلون إلى استخدام استراتيجيات الحماية الذاتية من نوع A، فإن الخطر قد يشمل ردود فعل أبوية عدوانية أو متجاهلة، أو عدم القيام بما هو "صحيح"، أو القيام بما هو "خاطئ"، أو التعبير عن المشاعر خاصة السلبية، أو الاعتماد على الآخرين لتلبية الاحتياجات، أو التورط في صراعات. أما بالنسبة للأشخاص الذين يميلون إلى استخدام استراتيجيات الحماية الذاتية من نوع C، فإن الخطر قد يشمل ردوداً أبوية غير متسقة أو غائبة، أو عدم التعبير عن المشاعر وتلبيتها خاصة السلبية، أو اتباع قواعد الآخرين التي لا تُرضي المشاعر، أو التسوية، أو الاعتماد على الذات لتلبية الاحتياجات، أو تجنّب الدخول في صراعات أو مواجهات.

### مساهمات نموذج النضج الديناميكي للتعلق والتكيف في تطوير نظرية التعلّق
قدّمت باتريشيا كريتيندن وزملاؤها إسهامات متعددة في تعميق المعرفة المتعلقة بالتعلّق. وقد عرضت كريتيندن و أندريا لانديني العديد من هذه المساهمات في كتابهما الصادر عام 2011 بعنوان تقييم التعلّق لدى البالغين: منهج نضجي-ديناميكي لتحليل الخطاب.
التركيز على الخطر: يركّز نموذج النضج الديناميكي للتعلق والتكيف على الخطر بدلاً من الأمان، ما يوجّه فهم نظام التعلّق بطريقة عملية ومفيدة لفهم الاستجابة للتهديد والصراع. كان جون بولبي قد ركّز على الخطر، لكن النماذج اللاحقة غيّرت هذا التركيز إلى الأمان. إن تركيز النضج الديناميكي للتعلق والتكيفعلى الخطر يتماشى مع نماذج بيولوجية-نفسية-اجتماعية أخرى، مثل نظرية العصب المبهم المتعدد التي تصف خصائص متضادة للجهاز العصبي تتنشّط في سياقات الأمان أو الخطر.
توضيح المصطلحات: يتجنّب نموذج النضج الديناميكي للتعلق والتكيف المصطلحات القديمة في نظرية التعلّق مثل "آمن مقابل غير آمن"، "فئات التعلّق وقياساته"، "اضطرابات التعلّق"، "التعلّق غير المنظم"، "النماذج العاملة الداخلية"، والمصطلحات العُليا مثل "تجنّبي" و"متذبذب". وبدلاً منها يستخدم مصطلحات مثل "مسارات النمو" عوضاً عن "مسارات النمو التطوري".
تطوير تقييمات التعلّق على مدار الحياة: طوّرت كريتيندن وزملاؤها مجموعة شاملة من تقييمات التعلّق تمتد طوال مراحل الحياة (كما هو موصوف لاحقاً)، وعزّزوا التقييمات الموجودة. ونظراً لأن النظرية تقود البحث العلمي، وتضيف النتائج العلمية إلى النظرية، فقد ساهمت تقييمات النضج الديناميكي للتعلق والتكيففي تطوير النظرية بشكل أكثر تفصيلاً.
نضج وتغير: يعترف نموذج النضج الديناميكي للتعلق والتكيف بأن الإنسان قادر على استخدام استراتيجيات تعلّق ذاتية الحماية أكثر تطوراً مع تقدّمه في العمر. وبالتالي، يمكن لأنماط التعلّق أن تصبح أكثر تعقيداً مع الزمن. يبدأ الرُضّع باستراتيجيات غريزية مثل الابتسام ومدّ الأذرع، ومن خلال التعلم السلوكي يطوّرون مجموعة متزايدة من الطرق للحصول على الحماية من الخطر من مقدّمي الرعاية. وتُضاف أنماط التفكير والتواصل لاحقاً إلى مجموعة استراتيجيات الفرد المتاحة. ويمكن للناس تغيير استراتيجيتهم الأساسية، أو إضافة استراتيجيات جديدة، أو إعادة تنظيم أنفسهم من استراتيجية من نوع A-C إلى استراتيجية من نوع B.
الاستراتيجيات: تُعد الاستراتيجيات الطرق التي يلجأ إليها الناس لتلبية احتياجاتهم. واستراتيجيات الحماية الذاتية ليست تشخيصات أو اضطرابات نفسية. وقد تكون هذه الاستراتيجيات فعّالة جداً في أنواع معينة من العلاقات، وغير فعّالة في علاقات أخرى إذا لم يتم تعديلها. إن اختيار استجابة محددة في موقف معيّن لا تحكمه بالضرورة تفضيلات استراتيجية ثابتة، بل يتأثر بالموقف والسياق، وهو ما تصفه كريتيندن بمفهوم "التمثيل التصرّفي". وقد قامت كريتيندن بتوسيع وتعريف استراتيجيات (أو أنماط) التعلّق بمزيد من الدقة، كما هو مبيّن أدناه.
استراتيجيات مفصّلة: قام نموذج النضج الديناميكي للتعلق والتكيف بوصف سلوكيات معروفة بمزيد من التحديد، وعرّف سلوكيات تعلّق جديدة، وأنماط تعلّق جديدة.
- الامتثال القهري تم التعرف عليه لأول مرة في عام 1988،[24] وتمت إضافته إلى أنماط النضج الديناميكي للتعلق والتكيف باسم A4 في عام 1992.[25] يصف هذا النمط تكيف الطفل مع والد قاسٍ أو مسيطر من خلال تعلم كبح السلوك الذي يرفضه الوالد والانخراط بشكل قهري في سلوكيات تُرضي الوالد، لكنها قد تكون مملة أو مؤذية للطفل.
- المشاعر الإيجابية الكاذبة تصف استخدام مشاعر إيجابية غير مناسبة في مواقف يكون التعبير عن مشاعر سلبية فيها أكثر ملاءمة. مثال على ذلك الابتسام أو الضحك المفرط في سياق خطر حاضر أو أثناء الشعور بالألم. وتُعد فيكتوريا كليمبي  [لغات أخرى]‏ مثالاً نموذجياً على ذلك.[2][26] حيث قُتلت وهي في الثامنة من العمر بسبب الإهمال وسوء المعاملة من مقدّمي الرعاية. وقد لاحظ العديد من المهنيين والهيئات، بما فيهم أطباء وممرضون وأخصائيون اجتماعيون ورجال دين، آثار الإساءة الجسدية على جسدها، لكنهم فشلوا في إدراك مدى الخطر. وفي الوقت ذاته، وصفها عدد من الأشخاص بأنها سعيدة وودودة، "تدور في الممر"، "لديها أجمل ابتسامة تضيء الغرفة"، و"يمكنك ضربها ولن تبكي... كانت تتحمل الضرب والألم كأي شيء".[27] في نموذج ABC+D، يُنظر إلى هذا السلوك كمؤشر على التعلّق غير المنظم.[28]
- العار يُحدده نموذج النضج الديناميكي للتعلق والتكيف من خلال مقابلات التعلّق لدى البالغين (مذكورة لاحقاً) كعاطفة شديدة الحساسية في الأنماط من نوع A.[1][29] يُعرّف العار بأنه ذو طبيعة داخلية تتضمن الخوف من عدم الوفاء بمعايير خارجية (غالباً ما تكون مرتفعة جداً) يفرضها الآخرون، إلى جانب لوم الذات وتحميل النفس مسؤولية مفرطة.[1]

الوظيفة التكيفية والاستراتيجية للسلوك: يتم تطوير سلوكيات التعلّق وأنماط التواصل من خلال التكيّف مع الخطر، وتؤدي وظيفة تعزيز البقاء ضمن علاقة معينة.
كل نمط من أنماط التعلّق في نموذج النضج الديناميكي للتعلق والتكيف ينطوي على سلوكيات تكيفية وغير تكيفية. فقد يفشل شخص يستخدم استراتيجيات من نوع B3 "المتوازنة" في التنبؤ بالخطر أو الوصول إلى استراتيجية حماية ذاتية مما يؤدي إلى تعرّضه للأذى. وقد يركّز شخص يستخدم استراتيجيات A على التعاون وتجنّب الصراع على حساب حماية أطفاله أو مصالحه المالية. وقد يركّز شخص يستخدم استراتيجيات C على تلبية مشاعره الخاصة على حساب التعاون وحل النزاعات، حتى وإن أضرّ ذلك بأطفاله أو مصالحه المالية.
يمكن ملاحظة سلوكيات فردية في جميع استراتيجيات التعلّق، لكنها تؤدي وظائف مختلفة. على سبيل المثال، قد يخدم الابتسام المشرق أغراضاً متعددة في استراتيجيات الحماية الذاتية. ففي استراتيجيات A، قد يُستخدم لإخفاء الألم وتحويل الانتباه عن التجارب السلبية في اللحظة الراهنة. وفي استراتيجيات C، قد يُستخدم لنزع فتيل العدوان السابق أو اللاحق.
بُعديّة النموذج: تُوصَف الاستراتيجيات بأنها بُعديّة (متدرجة) وليست فئوية. وكما هو موضح في المخطط الدائري لنموذج النضج التكيفي، فهي تتدرّج من تعريض الناس لمزيد من الخطر (بالتحرّك إلى أسفل على المحيط الخارجي للمخطط)، إلى زيادة الشدة (بالتحرّك من مركز المخطط إلى الحافة الخارجية). ويتجنّب نموذج النضج الديناميكي للتعلق والتكيف استخدام مصطلحي "آمن" و"غير آمن"، رغم وجودهما في بعض الأدبيات المرتبطة بالنموذج.

### أسس ودعم نموذج النضج التكيفي
يستوعب نموذج النضج الديناميكي للتعلق والتكيف ويستمر في دمج جميع التخصصات ذات الصلة. فهو يشمل جميع التخصصات التي استخدمها جون بولبي، بما في ذلك التحليل النفسي، الإيثولوجيا، علم النفس النُظمي، علم الأحياء التطوري، معالجة المعلومات المعرفية، وعلوم الأعصاب المعرفية. كما يشمل جميع التخصصات التي استخدمتها ماري أينسورث، مثل الملاحظة الطبيعية والأسس التجريبية لنظرية التعلق. تتضمن إضافات نموذج النضج الديناميكي للتعلق والتكيف علم الوراثة، علم التخلق فوق الجيني، علم الأعصاب، علم الاجتماع، علم النفس التنموي، نظرية بياجيه في التطور المعرفي، مراحل إريكسون في التطور النفسي الاجتماعي، نظرية التعلم السلوكي، نظرية التعلم الاجتماعي، نظرية العقل، علم النفس المعرفي، منطقة النمو القريب لفيغوتسكي، النموذج البيئي الاجتماعي لفيغوتسكي وبرونفنبريسنر، النظرية التبادلية، نظرية أنظمة الأسرة، نظرية العصب المبهم المتعدد، نظرية اليقظة الذهنية، ونظرية المتلازمة الجسدية الوظيفية.
يحظى نموذج النضج الديناميكي للتعلق والتكيف بدعم من الجمعية الدولية لدراسة التعلق. ويعد معهد العلاقات الأسرية المنظمة الأساسية التي تقوم بتعليم نظرية النضج الديناميكي للتعلق والتكيف وتقييماته. ويتضمن برنامج دراسات التعلق في جامعة روهامبتون في المملكة المتحدة نموذج النضج الديناميكي للتعلق والتكيف وبعض تقييماته، وكذلك مركز برنارد لصحة وتطور الأطفال في جامعة واشنطن في سياتل.
تحافظ الجمعية الدولية لدراسة التعلق على قائمة بالمنشورات التي تصف نموذج النضج الديناميكي للتعلق والتكيف. وهناك أكثر من 500 منشور من هذا النوع.

## أنماط التعلق في نموذج النضج الديناميكي للتعلق والتكيف
يمكن النظر إلى أنماط التعلق في نموذج النضج الديناميكي للتعلق والتكيف بعدة طرق مختلفة.
بشكل مبسط، يقدم نموذج النضج الديناميكي للتعلق والتكيف نموذجاً مكوناً من ثلاثة أجزاء باستخدام الأنماط الأساسية A وB وC التي وضعتها أينسورث.
تميل بعض الفئات من العملاء إلى التوجه بشكل كبير نحو نمط معالجة معرفي أو عاطفي للمعلومات، كما هو الحال في الفئات السريرية. وفي هذه الحالات، يقدم نموذج النضج الديناميكي للتعلق والتكيف نموذجاً أساسياً مكوناً من جزأين.
يُظهر نموذج النضج الديناميكي للتعلق والتكيف في شكل بياني دائري 22 نمطاً للبالغين. وهناك بعض الأنماط الفرعية، مثل A3- (الاهتمام القهري) وA4- (الأداء القهري)، ويمكن دمج أنماط A وC معاً، مثل A4/C5-6 أو A3-4/C2. في الجدول أدناه، تُرتب الأنماط المعرفية A والأنماط العاطفية C من الوسط إلى الخارج، حيث تمثل الأنماط الموجودة في الوسط (B1-5، A1-2، وC1-2) الأنماط الأقل عرضة للخطر (ذات الرقم الأدنى في التصنيف) إلى الأنماط الأكثر عرضة للخطر (ذات الرقم الأعلى). تميل أنماط B1-2 إلى التنظيم المعرفي إلى حد ما، بينما تميل أنماط B4-5 إلى التنظيم العاطفي إلى حد ما. ولا تُعتبر أنماط A1-2 وC1-2 "غير آمنة"، بل استراتيجيات طبيعية تتضمن تحولات طفيفة فقط في معالجة المعلومات.
| الاستراتيجية       | علامة استراتيجية DMM                                                              | الاستراتيجية                                                                      | ملصق استراتيجية DMM                                                               |
| ------------------ | --------------------------------------------------------------------------------- | --------------------------------------------------------------------------------- | --------------------------------------------------------------------------------- |
| أ7                 | المثالية الوهمية                                                                  | أ8                                                                                | ذات مجمعة خارجيًا (بدون ذات)                                                       |
| أ5                 | الفجور القهري (الاجتماعي أو الجنسي)                                               | أ6                                                                                | الاعتماد القهري على الذات (اجتماعيًا أو معزولًا)                                    |
| أ3                 | الرعاية القهرية                                                                   | أ4                                                                                | الامتثال الإجباري                                                                 |
| أ1                 | مثبط/مثالي                                                                        | أ2                                                                                | سهل اجتماعيًا/متباعد (بعيد)                                                        |
| ب1                 | بعيدا عن الماضي                                                                   | ب2                                                                                | قبول                                                                              |
| ب3                 | متوازن بشكل مريح (استراتيجيات A و C متوازنة وظيفيًا)                               | متوازن بشكل مريح (استراتيجيات A و C متوازنة وظيفيًا)                               | متوازن بشكل مريح (استراتيجيات A و C متوازنة وظيفيًا)                               |
| ب5                 | قبول الشكوى                                                                       | ب4                                                                                | عاطفي                                                                             |
| ج1                 | غاضب بشكل مهدد                                                                    | سي 2                                                                              | راغب في الراحة بشكل ساحر                                                          |
| سي 3               | غاضب بشكل عدواني                                                                  | سي 4                                                                              | تظاهر بالعجز                                                                      |
| سي 5               | غاضب بشكل عقابي ومهووس بالانتقام                                                  | سي 6                                                                              | مغرية ومهووسة بالإنقاذ                                                            |
| سي 7               | تهديد                                                                             | سي 8                                                                              | مصاب بجنون العظمة                                                                 |
| تكييف أو مكيف هواء | أنماط تكييف الهواء غير المتوازنة أو المختلطة أو المتناوبة (غير متوازنة بشكل مريح) | أنماط تكييف الهواء غير المتوازنة أو المختلطة أو المتناوبة (غير متوازنة بشكل مريح) | أنماط تكييف الهواء غير المتوازنة أو المختلطة أو المتناوبة (غير متوازنة بشكل مريح) |

يمكن استخدام نموذج النضج الديناميكي للتعلق والتكيف كنموذج مكوّن من أربعة أجزاء (أو نموذج متعدد الأجزاء حسب تطبيقه)، كما هو موضح في العمودين الأيسر والأيمن في الجدول أعلاه. تتشارك الاستراتيجيات ذات الأرقام الفردية في عناصر مشتركة تختلف عن الاستراتيجيات ذات الأرقام الزوجية.
تميل أنماط A ذات الأرقام الفردية (A1-7) إلى التركيز على تمجيد الآخرين، في حين تميل أنماط A ذات الأرقام الزوجية (A2-8) إلى التركيز على إنكار الذات.: 42  في العلاقات مع السلطات المهمة، يمكن لأنماط A ذات الأرقام الفردية العليا أن تنطوي على رعاية قهرية، بينما تنطوي أنماط A ذات الأرقام الزوجية على امتثال قهري.
تنظم أنماط C استراتيجيات الحماية الذاتية حول المشاعر. تركز أنماط C ذات الأرقام الفردية على مشاعر الغضب، مع زيادة في الشدة في الأرقام الأعلى. بينما تركز الأنماط ذات الأرقام الزوجية على الرغبة في الراحة والخوف، مع زيادة شدة الخوف في الأرقام الأعلى.: 43  يمكن لأنماط C الفردية العليا أن تنطوي على إكراه هوسي. أما أنماط C الزوجية العليا فقد تنطوي على كميات متزايدة من الغضب قد تمر دون ملاحظة بسبب المبالغة المتزامنة في البراءة والهشاشة.: 195–196 
يمكن أيضاً ملاحظة التقسيم بين الفردي والزوجي من الزوايا القطرية ليعكس الوظائف المعاكسة لعناصر مشابهة. تشترك استراتيجيات A ذات الأرقام الفردية في الربع الأعلى الأيسر (A1-7) في الميل للتركيز على العناية الموجهة نحو احتياجات الآخرين، وهذا يختلف عن أنماط C2-8 التي تميل إلى توجيه العناية نحو المشاعر الداخلية للذات. أما أنماط A ذات الأرقام الزوجية (A2-8) فتتضمن ميلاً للتعبير عن الغضب نحو الداخل تجاه الذات، في حين تميل أنماط C1-7 إلى التعبير عن الغضب نحو الخارج تجاه أشياء أو أشخاص آخرين.
كما ذُكر أعلاه، فإن أنماط استراتيجيات الحماية الذاتية تكيفية، وأبعادها مستمرة بدلاً من كونها تصنيفية. على سبيل المثال، قد يستخدم الشخص في الأساس استراتيجيات C1 لإدارة الخطر، لكنه في بعض الأحيان يستخدم أشكالاً أعلى من استراتيجيات C مثل C3 أو C4 أو C5. وقد يكون ذلك نتيجة التعرض لأشكال أعلى من الخطر أو استجابة لصدمات أو خسائر غير محلولة.
يمكن أن تتأثر جميع استراتيجيات التعلق بعوامل إضافية متنوعة، مثل الصدمة غير المحلولة، والخسارة غير المحلولة، والاكتئاب، والتثليث الأسري.

## معالجة المعلومات والتحول
نموذج النضج الديناميكي للتعلق والتكيف هو في جوهره نموذج لمعالجة المعلومات، وتتطور استراتيجيات التعلق الحامية للذات حول مصدرين رئيسيين للمعلومات المتاحة للبشر: المعرفية والعاطفية.
تُوصف المعلومات المعرفية بأنها متسلسلة زمنياً، كما هو موضح في عبارات "إذا/فإن". وتُوصف المعلومات العاطفية بأنها تجارب ذات شدة عاطفية. تميل استراتيجيات التعلق من النوع A إلى التركيز على المعلومات المعرفية وتقليل أو استبعاد المعلومات العاطفية. بينما تفعل استراتيجيات التعلق من النوع C العكس، حيث تركز على المعلومات العاطفية وتقلل أو تستبعد المعلومات المعرفية. أما استراتيجيات التعلق من النوع B فتدمج عادةً كلا النوعين من المعلومات أثناء معالجة الخبرات في العالم، مع إمكانية تركيزها على أحدهما أكثر من الآخر.
تصف كريتندن عملية معالجة المعلومات بأنها تتضمن أربع خطوات رئيسية:
- إدراك المعلومات، أو عدم إدراكها.
- تفسير المعلومات بطريقة ما، أو عدم تفسيرها.
- اختيار رد فعل من نوع ما، أو عدم الاختيار.
- تنفيذ سلوك من نوع ما، أو عدم التنفيذ.[39]

مثال على ذلك طفل يشعر بعاطفة قوية:
- هل سيدرك الوالد عاطفة طفله؟
- إذا كان الأمر كذلك، هل سيفسرها على أنها حاجة الطفل للمساعدة في معالجة العاطفة، أم على أنها ضعف لدى الطفل، أو حاجة مفرطة، أو مقاطعة لما يفعله؟
- هل سيفكر الوالد في اختيار رد فعل، وإذا كان كذلك، فما هو؟
- هل سينفذ الوالد رد الفعل، أم سيتشتت أو يقرر تجاهل تجربة الطفل العاطفية؟

### تحول المعلومات
في كل مرحلة من مراحل معالجة المعلومات، تتحول المعلومات عندما تُحوَّل من حقيقتها إلى تمثيل لها في الذهن. نتيجة اختبار، ابتسامة، وأوراق الطلاق، كلها تأتي لتأخذ معنى في الذهن عبر عملية عصبية. يحدد نموذج النضج الديناميكي للتعلق والتكيف حالياً سبع طرق يمكن من خلالها تحويل المعلومات، كل منها يمثل زيادة في التحول: حقيقي، خاطئ، مشوه، مهمل، مزور، منكر، وهلوسي.
يمكن رؤية معالجة الوالد للمعلومات عن عاطفة سلبية قوية للطفل، مستمرين في المثال، كالتالي:
1. حقيقي، ويقدم معلومات تساعد الوالد على تخفيف ضيق الطفل.
2. خاطئ، مفرط أو ناقص التفسير، بحيث يكون رد فعل الوالد غير فعال، مثل إعطاء الكثير أو القليل جداً من الانتباه للضيق.
3. مشوه، حيث يتم التأكيد على جزء من المعلومات وتقليل الآخر، مثل الاعتراف بالضيق مع التأكيد على أنه سيزول من تلقاء نفسه رغم أنه لن يفعل ذلك بسهولة.
4. مهمل، بحيث يتم تجاهل جزء من المعلومات، مثل سبب الضيق.
5. مزور، حيث تتحول العاطفة من شيء لآخر، مثل تحويل الضيق إلى جوع.
6. منكر، حيث يتم تجنب العاطفة بنشاط.
7. هلوسي، حيث يتم خلق معلومات جديدة وخاطئة لتحل محل المعلومات الحقيقية، مثل الاعتقاد بأن الطفل يضحك أو يشير إلى رغبته في اللعب.

### أنظمة الذاكرة
تبحث تقييمات نموذج النضج الديناميكي للتعلق والتكيف عن وظيفة نظام الذاكرة كما وصفها باحثو الذاكرة مثل إندل تولفينغ ودانيال شاكتور. ثمانية أنظمة للذاكرة يتم تقييمها بواسطة طريقة النضج الديناميكي للتعلق والتكيفوهي: حديث الجسد، الجسدي، الإجرائي، الدلالي، المصوَّر، الدلالي الضمني، العرضي، والتكامل التأملي.
كما هو الحال مع معالجة المعلومات، يمكن أن تنطوي أنماط التعلق على استخدام أو تحيز لأنظمة ذاكرة مختلفة كمصادر للمعلومات. تميل استراتيجيات التعلق من النوع A إلى استخدام معلومات من أنظمة الذاكرة الإجرائية والدلالية، وتقليل أو استبعاد المعلومات من أنظمة الذاكرة المصورة والدلالية الضمنية. تفعل استراتيجيات التعلق من النوع C العكس، حيث تؤكد على المعلومات من الأنظمة المصورة والدلالية الضمنية، وتقلل أو تستبعد المعلومات من الأنظمة الإجرائية والدلالية. أما استراتيجيات التعلق من النوع B فتميل إلى الحصول على وصول أفضل لجميع أنظمة الذاكرة. لكل نمط تعلق قوته الخاصة في ظروف مختلفة حيث قد تكون أنظمة الذاكرة المختلفة مفيدة.

## تقييمات التعلق في نموذج النضج الديناميكي للتعلق والتكيف
تقوم مقاييس أو تقييمات التعلق بقياس استراتيجية حماية الذات لدى الشخص. في فترة الطفولة المبكرة والرضاعة، يتم تقييمها بالنسبة لشخصيات التعلق المحددة، في حين يُقيَّم استراتيجية عامة بداية من سنوات المدرسة. تستخدم التقييمات عادةً تسجيل فيديو للتفاعل أو تسجيل صوتي للمقابلة. في التقييمات الملاحظة يُقيَّم السلوك، أما في المقابلات فيُقيَّم الخطاب أو أسلوب الكلام بشكل رئيسي. قام كريتندن وآخرون بتعديل تقييمات التعلق القائمة وتطوير تقييمات أخرى لخلق مجموعة من تقييمات النضج الديناميكي للتعلق والتكيفالتي تهدف إلى تغطية مراحل الحياة كلها. تقييمات النضج الديناميكي للتعلق والتكيفعادةً ما تقيم الأفراد، مقدمي الرعاية (عادةً الوالدين) و/أو الأطفال، ويمكنها تقييم مقدمي الرعاية غير الأساسيين مثل الأجداد المقربين والأهل الحاضنين. يمكن استخدام تقييمات النضج الديناميكي للتعلق والتكيففي البحث العلمي، سريرياً، قضائياً، وشخصياً.
يُعتبر بعض تقييمات النضج الديناميكي للتعلق والتكيفصالحة وموثوقة، بينما لا تزال تقييمات أخرى في مرحلة التطوير والتحقق التي عادةً ما تستغرق عشر سنوات على الأقل. تعتبر الجمعية الدولية لدراسة التعلق التقييم صالحاً وموثوقاً إذا كان لديه ما لا يقل عن خمس دراسات منشورة تدعمه، بما في ذلك دراسات لم يكتبها مؤلف التقييم، وتعالج عدداً من المعايير التالية:
- الصلاحية التزامنية
- الصلاحية الطولية
- الصلاحية الظاهرية
- الصلاحية التنبؤية
- الفائدة السريرية

يتطلب بروتوكول المحكمة العائلية الخاص بـ الجمعية الدولية لدراسة التعلق أن التقييمات التي تكون في مرحلة التطوير لا ينبغي استخدامها في القضايا القضائية، خصوصاً في القضايا التي قد يفقد فيها الأطفال والآباء الوصول إلى بعضهم البعض. كما تجادل الجمعية الدولية لدراسة التعلق بأن التقييمات الفردية تكون موثوقة فقط إذا كان المقيم (المُرمز) مؤهلاً من خلال اجتيازه اختبار موثوقية معياري والحفاظ على مؤهلاته.

### مؤشر رعاية الرضع
يتكون مؤشر رعاية الرضع من تفاعل مدته 3 دقائق بين مقدم الرعاية والطفل (علاقة ثنائية بين شخصين) يتراوح عمر الطفل من الولادة حتى 15 شهرًا. يقيس مؤشر رعاية الرضع التفاعل، وليس التعلق (الذي لا يتطور حتى عمر 9-11 شهرًا). يقيم المؤشر الأداء التفاعلي للعلاقة الثنائية في ظل ظروف لعب غير مهددة، ويصنف العلاقات الثنائية على أنها حساسة إلى كافية، أو معرضة لمخاطر طفيفة من صعوبات الأبوة والأمومة، أو معرضة لمخاطر عالية من صعوبات الأبوة والأمومة، بما في ذلك إهمال الطفل وإساءة معاملته. تم تطويره بواسطة كريتندن بمشاركة من أينسورث وبولبي يُعتبر مؤشر رعاية الرضع تقييمًا صالحًا وموثوقًا ولديه أكثر من 60 دراسة منشورة.

### إجراء الحالة الغريبة
يُعد إجراء الحالة الغريبة التقييم الكلاسيكي للتعلق الذي طورته أينسورث. تم التحقق من صحة جميع التقييمات الأخرى للتعلق بمقارنته. يتكون إجراء الحالة الغريبة من ثماني حلقات تستمر من 21 إلى 23 دقيقة. على عكس مؤشر رعاية الرضع الذي يقيس فقط التزامن الثنائي تحت ظروف اللعب المواتية، يستخدم إجراء الحالة الغريبة التهديد لاستثارة نمط التعلق لدى الرضيع. يتخذ التهديد، أو خطر العلاقة، عدة أشكال مثل دخول الغريب إلى غرفة المراقبة مع الوالد والطفل (الحلقة 3)، مغادرة الوالد الطفل في الغرفة مع الغريب (الحلقة 4)، مغادرة الوالد الطفل وحده في الغرفة لاحقًا (الحلقة 6)، ودخول الغريب الغرفة بدون الوالد (الحلقة 7). يعود الوالد ويغادر الغريب في الحلقة الثامنة والأخيرة. سلوك الرضيع عند عودة الوالد هو الأساس الرئيسي للتصنيف إلى واحدة من ثلاث استراتيجيات رئيسية، تسمى A و B و C.
تم تطوير إجراء الحالة الغريبة للأطفال بعمر 11 شهرًا. وقد استخدم للأطفال الأكبر سنًا، ولكن مع تقدم الأطفال في العمر، تزداد قدرتهم على تحمل الانفصال، وتصبح مؤشرات السلوك التي حددتها أينسورث أقل ملاءمة، مما يؤدي إلى نسب أعلى من الأطفال المصنفين كآمنين، بما في ذلك الأطفال الذين تعرضوا للإساءة. في نموذج النضج الديناميكي للتعلق والتكيف، تم حل هذه المشكلة من خلال تحديد نطاق العمر من 11 إلى 15 شهرًا، وتطوير، بمساعدة أينسورث، تصنيف متناوب بين A و C وأنماط ما قبل القسر وما قبل الإكراه. تشمل هذه الأنماط A1-2 أو C1-2، وأدلة واضحة على أنماط A+ أو C+ (التي تنطوي على استخدام مكثف أكثر لاستراتيجيات حماية الذات). وقد ارتبطت هذه التوسعات لفئات أينسورث بالأطفال المعرضين للإساءة والأطفال لأمهات مصابات بالاكتئاب.

### تقييم التعلق في مرحلة ما قبل المدرسة
يعد تقييم التعلق في مرحلة ما قبل المدرسة نسخة من إجراء الحالة الغريبة لماري أينسورث، تم تكييفه للأطفال من عمر 2 إلى 5 سنوات. يقيم استراتيجيات حماية الذات التي يستخدمها الطفل مع البالغ المعني بالتقييم. يستخدم أيضًا عملية مسجلة فيديو تتكون من 8 أجزاء على مدى 21-23 دقيقة من التفاعل المنظم بين الطفل والبالغ. يعتبر تقييم التعلق في مرحلة ما قبل المدرسة تقييمًا صالحًا وموثوقًا، مع أكثر من 30 دراسة مستخدمة له.

### تقييم التعلق في مرحلة المدرسة
يتضمن تقييم التعلق في مرحلة المدرسة مقابلة مسجلة صوتيًا يتم نسخها وتحليلها باستخدام تقنيات تحليل الخطاب، للأطفال من عمر 6 إلى 13 سنة. في التقييم، يُعطى الطفل بطاقات قصص تمثل مستويات متزايدة من الخطر، ويُطلب منه تأليف قصة تصف ما يظهر على البطاقة، ثم، إذا كان لديه تجربة مماثلة في حياته، تُطرح عليه سلسلة من الأسئلة الاستكشافية. يقيس النمط العام للتعلق لدى الطفل، واستراتيجيات حماية الذات، ونمط معالجة المعلومات، ومستوى ونوع الخطر، وربما الصدمات والخسائر غير المحلولة. تم تطويره في البداية في 1997 بواسطة كريتندن، وقد تم اختباره في ثماني دراسات بحثية، ويعتبر ذا صلاحية تمييزية. كان تقييم التعلق في مرحلة المدرسة موضوعًا لقسم خاص في مجلة علم نفس الطفل الإكلينيكي والطب النفسي في تموز 2017.

### مقابلة التعلق لدى البالغين
تُعتبر مقابلة التعلق لدى البالغين واحدة من أكثر تقييمات التعلق شمولاً، وهي مُثبتة الصلاحية بشكل جيد. تم إنشاؤها في البداية بواسطة كارول جورج ونانسي كابلان، وتم تطويرها لاحقًا مع ماري ماين في عام 1985. قام كريتندن ولانديدي بتعديلها قليلاً باستخدام نظرية النضج الديناميكي للتعلق والتكيففي عام 2011. تقوم هذه المقابلة بتقييم استراتيجيات التعلق الحامية للذات، وأنماط معالجة المعلومات، واحتمالية وجود صدمة أو فقدان غير محلول يؤثر على السلوك ومعالجة المعلومات، بالإضافة إلى حالة سائدة تسبب تشويه المعلومات مثل الاكتئاب والتثلث في مرحلة الطفولة، واستخدام أنظمة الذاكرة، والوظيفة الانعكاسية. يتضمن التقييم طرح سلسلة من الأسئلة المنظمة على الشخص، وتفريغ التسجيل الصوتي، وتطبيق مجموعة معقدة من تقنيات تحليل الخطاب. تستغرق المقابلة من 60 إلى 90 دقيقة، وقد يستغرق التحليل ساعات أو أيام. يتطلب تعلم الترميز الموثوق عدة سنوات عادةً.
دليل الترميز لمقابلة DMM-AAI هو "تقييم التعلق لدى البالغين: نهج ديناميكي-ناضج لتحليل الخطاب" (2011) وهو متاح للعامة.

### التقييمات في نظرية النضج الديناميكي للتعلق والتكيف التي لا تزال في مرحلة التحقق من الصلاحية
التقييمات التالية لم يتم التحقق من صلاحيتها عبر ثلاث دراسات أو أكثر، ولا تعتبر مقبولة للاستخدام القضائي وفقًا لبروتوكول محكمة الأسرة.

#### مؤشر رعاية الأطفال الصغار
يقوم مؤشر رعاية الأطفال الصغار بتسجيل فيديو لتفاعل مدته 5 دقائق بين مقدم الرعاية وطفل يتراوح عمره من 15 إلى 72 شهرًا. يقيم خصائص التعلق العامة لعلاقة ثنائية محددة مثل الأم والطفل أو الأب والطفل. يُعتبر مؤشر رعاية الأطفال الصغار تقييمًا مفيدًا، لكنه لم يتم التحقق من صلاحيته بحثيًا. تم تطويره بواسطة كريتندن.

#### مقابلة التعلق في مرحلة الانتقال إلى البلوغ
تُعد مقابلة التعلق في مرحلة الانتقال إلى البلوغ نسخة معدلة من تقييم التعلق لدى البالغين للمراهقين الذين تتراوح أعمارهم بين حوالي 14 و25 سنة. تم تعديلها من تقييم التعلق لدى البالغين بواسطة كريتندن في عامي 2005 و2020.

#### مقابلة الطفل
تُجرى مقابلة الطفل مع أحد الوالدين، ويتم تفريغها وتحليلها باستخدام تقنيات تحليل الخطاب المشابهة لـ تقييم التعلق لدى البالغين.يقيم الطفل النمط العام للرعاية التي يقدمها الوالد، وحساسيته ومستوى استجابته لطفله، ودرجة وأشكال السيطرة التي قد يستخدمها الوالد، والوظيفة الانعكاسية الذاتية (العقلنة). يفحص كيف تتشكل الرعاية بناءً على نمط التعلق والحاجة إلى حماية الذات لدى الوالد. في دراسة تحقق، وُجد أن طريقة حديث الوالدين عن أطفالهم في مقابلة الطفل تتنبأ بكيفية تصرفهم مع أطفالهم في فيديو مؤشر الرعاية. كما استخدم مقابلة الطفل في دراسة علاقات الوالدين مع أطفال مصابين بالتوحد. تم تطويره بواسطة بن غري وستيف فارنفيلد في 2011، ويستخدم نظرية النضج الديناميكي للتعلق والتكيف وأساليبها.

#### تقييم التعلق واللعب عند الأطفال
يقيم تقييم التعلق واللعب عند الأطفال أنظمة التعلق والاستكشاف لدى الأطفال الذين تتراوح أعمارهم بين 7 و11 عامًا. يستخدم عملية مقابلة مشابهة لتقييم التعلق في سن المدرسة. يمتلك تقييم التعلق واللعب عند الأطفال دراسة تحقق منشورة واحدة تُظهر تقاربًا مع إجراءات تعلق أخرى. تم تطويره بواسطة ستيف فارنفيلد، ويستخدم نظرية النضج الديناميكي للتعلق والتكيف وأساليبها.

## التطبيقات

### العلاج التكاملي لنموذجالنضج الديناميكي للتعلق والتكيف
تم استخدام مفاهيم نموذج النضج الديناميكي للتعلق والتكيف لتطوير تدخلات علاجية خاصة بمشاكل الصحة النفسية، والعائلة، والسلوك الإجرامي. وقد طُبق نموذج النضج الديناميكي للتعلق والتكيف في نماذج العلاج النفسي، وعلاج سرد التعلق، والعلاج العائلي، والسلوك الإجرامي.
يمكن أن يشمل العلاج التكاملي لنموذج النضج الديناميكي للتعلق والتكيف التركيز على كيفية معالجة المعلومات وتحويلها، لا سيما استجابةً للخطر. كما يمكن أن يتضمن مفاهيم النضج الديناميكي للتعلق والتكيفمثل التكيف مع خطر العلاقات (للفرد والعائلة على حد سواء)، والعمليات التنموية وأنماط معالجة المعلومات المكتسبة.
يعتمد العلاج التكاملي لنموذج النضج الديناميكي للتعلق والتكيف على خمسة مبادئ؛
- تعريف المشكلات من حيث الاستجابة للخطر.
- يلعب المختص دور شخصية التعلق الانتقالية.
- استكشاف استجابات العائلة الماضية والحاضرة تجاه الخطر.
- العمل تدريجيًا وتكراريًا مع العائلة.
- ممارسة التكامل الانعكاسي مع العميل كشكل من أشكال تعليم التكامل الانعكاسي.

وصف صياغة الوظيفة العائلية في نموذج النضج الديناميكي للتعلق والتكيف نهجًا شاملاً لمجموعة واسعة من مشاكل الصحة النفسية. يجادل كريتندن وزملاؤه أن التشخيص النفسي وعلم نفس الأنظمة أثبتا عدم فعاليتهما إلى حد كبير في معالجة هذه المشاكل. الصياغة السريرية، وهي تحليل شامل وشرح للمشكلة، تعد نهجًا بديلًا. ويؤكد كريتندن أن نموذج النضج الديناميكي للتعلق والتكيف يمكن أن يساهم في صياغة حالة أكثر فعالية عندما يتم استشارة الأسرة بأكملها وفهمها باستخدام تقييمات النضج الديناميكي للتعلق والتكيف.

### القانون
يُعد نموذج النضج الديناميكي للتعلق والتكيف وطرقه مفيدة لتحليل الخطاب والحجج، وتقديم المشورة للعملاء، وفهم أوجه القصور في تذكر العملاء والشهود، وللأغراض القضائية، والعدالة الجنائية، والإشراف، وإدارة النزاعات. في جوهرها، تصف نظرية التعلق صراع المعلومات والاحتياجات المتناقضة، بالإضافة إلى معالجة المعلومات واتخاذ القرار باستخدام معلومات متحيزة.
ونظرًا لأن معالجة المعلومات تتضمن استبعاد وإدماج دفاعي للمعلومات، فقد تؤثر على كيفية اتخاذ الناس للقرارات والتواصل. تم تصميم طريقة تحليل الخطاب لمقابلة DMM-AAI خصيصًا لـ "فهم المعاني وراء التواصل غير الواضح، والتواصل المشوه، والسلوك المختل".
يمكن استخدام تقييمات التعلق لنموذج النضج الديناميكي للتعلق والتكيف في القضايا القضائية والأغراض الجنائية إذا أُجريت بواسطة مشفر مدرب وموثوق. تم تصميم بروتوكول محكمة الأسرة التابع لـ الجمعية الدولية لدراسة التعلق لتعزيز المعلومات المتعلقة بالتعلق بطريقة شاملة وموثوقة بقدر ما تسمح به تقييمات التعلق، والتي تكمل أيضًا معلومات أخرى عن الأفراد وأفراد الأسرة وأنظمة الأسرة. تعد صياغة الوظيفة العائلية في معهد العلاقات الأسرية طريقة شاملة وقيمة، وإن كانت مكلفة، لتقييم نظام العائلة.
وجهات نظر نموذج النضج الديناميكي للتعلق والتكيف حول التعلق ومعالجة المعلومات مفيدة لفهم الأبوة والإهمال الضار، والعنف المنزلي[88] والسلوك الإجرامي.

### الطب – الأعراض الجسدية
تؤكد كوزلوفسكا أن الأعراض الجسدية الوظيفية تتأثر بالعلاقات التعلقية المعطلة أو التي تواجه تحديات مزمنة. يحدد ويقيّم نموذج النضج الديناميكي للتعلق والتكيف، خاصة للأطفال، بشكل محدد التواصل غير اللفظي والتعبيرات الجسدية. وجدت دراستان كبيرتان، اعتمدت عليهما كوزلوفسكا، وجود ارتباط قوي بين جودة التعلق المنخفضة والأعراض الجسدية الوظيفية لاحقًا في الحياة. أظهرت أبحاث كوزلوفسكا نفسها أن الأطفال المصابين باضطرابات عصبية وظيفية يستخدمون تقريبًا بشكل حصري استراتيجيات التعلق الأعلى (A3-4، A5-6، C3-4، و C5-6).

### العلاج الوظيفي
يمكن لأخصائيي العلاج الوظيفي تطبيق نموذج النضج الديناميكي للتعلق والتكيف مباشرة، أو بالتكامل مع وسائل علاجية أخرى. تصف كوزلوفسكا دمج العلاج الوظيفي مع طب الأطفال، التنويم المغناطيسي، العلاج الطبيعي، علم الأعصاب، ونظرية التعلق. يمكن لأخصائيي العلاج الوظيفي زيادة أداء الطفل اليومي وإدارة الإثارة العاطفية. كما يمكنهم معالجة اضطراب الأعصاب الوظيفي، الذي وجدته كوزلوفسكا مرتبطًا تقريبًا دائمًا باستخدام الأطفال لاستراتيجيات النضج الديناميكي للتعلق والتكيفالعليا لحماية الذات. تساعد نظرية النضج الديناميكي للتعلق والتكيففي دمج الوسائل المختلفة حول مفاهيم الحماية من الخطر، وتأثير العلاقات الشخصية وبيئات الأسرة، واستخدام شخصيات التعلق الانتقالية.
وجدت ميريديث، باستخدام تقييمات تعلق غير مرتبطة بـ النضج الديناميكي للتعلق والتكيفومصممة للبحث أكثر منها للأغراض السريرية، علاقات بين الألم، ومعالجة الحواس، والضيق، وأنماط التعلق لدى البالغين. وتؤكد أن أخصائيي العلاج الوظيفي في وضع جيد، إن لم يكن فريدًا، لاستخدام نظرية التعلق لتوجيه التدخلات. تستخدم كوزلوفسكا نظرية النضج الديناميكي للتعلق والتكيفلتوجيه التقييم والتدخل بشكل محدد.
في رسالة دكتوراه من جامعة روهامبتون، وصف جوناريديس مشروعًا تجريبيًا ناجحًا جمع بين نهج التكامل الحسي، وتقييم تعلق النضج الديناميكي للتعلق والتكيف، وقياسات نغمة العصب المبهم كما هو موضح في نظرية البوليفاجال.
في رسالة دكتوراه بجامعة ولاية أريزونا، وصف تاجارت كيف يمكن لأخصائيي العلاج الوظيفي استخدام نهج التدخل الحسي للتعلق لإيدوين بريثناك، المستند إلى نموذج النضج الديناميكي للتعلق والتكيف، جنبًا إلى جنب مع وجهات نظر مستندة إلى الصدمة ونظرية البوليفاجال، لمساعدة الأطفال على تحسين التعبير العاطفي.

### العلاج النفسي
نموذج النضج الديناميكي للتعلق والتكيف ليس بالضرورة نموذجًا للعلاج، بل يوفر إطارًا لفهم العملاء بشكل أفضل، وتحسين التواصل، والمساعدة في اختيار نماذج العلاج المناسبة. يمكن أن يساعد المعالجين في:
- تقييم أو صياغة استراتيجيات التعلق الوقائية الذاتية لدى العميل.
- تحديد الاستجابة للمخاطر من الماضي والحاضر.
- تركيز التحالف العلاجي حول مفهوم كونه شخصية تعلق انتقالية.
- تحديد كيفية عمل العميل على المستوى الشخصي (بما في ذلك مع المعالج).
- التعرف على أنماط معالجة المعلومات وانحياز المعلومات لدى العميل.
- التعرف على إخفاقات الاستراتيجيات الوقائية الذاتية التي تؤدي إلى مشاكل نفسية و/أو جسدية.[23]
- الانتباه لممارسة التكامل الانعكاسي لقيمته الخاصة وللنموذجية.
- مساعدة العملاء على بناء سرد متماسك لتجاربهم.[93][29][94][95][96]

يوفر علاج التعلق المركّز نموذجًا للعلاج النفسي للبالغين. يستخدم نموذج النضج الديناميكي للتعلق والتكيف، وDMM-AAI، ويضمّن نماذج أخرى مثل تعديل قائم على التعلق لهرم ماسلو للاحتياجات، والعلاج السلوكي الانفعالي العقلاني. يهدف علاج التعلق المركّز إلى مساعدة المرضى على إعادة برمجة وتنظيم عقلهم اللاواعي، وإعادة تنظيم استراتيجيات التعلق، وخلق سرديات صحية أكثر حول التجارب الحياتية الصعبة.
بالنسبة للمعالجين الذين يستخدمون نهج أنظمة الأسرة، يمكن أن يساعد في تحديد الاستراتيجيات الوقائية الذاتية بين الوالدين، وبين كل طفل ووالديه، وبين الأطفال، لتوفير فهم أعمق لوظائف نظام الأسرة. يمكن أن يساعد المعالجين على تجنب اللوم وإعادة صياغة المشاعر السلبية إلى الصدق والسياقات الأكثر ملاءمة. كما يمكن أن يساعد المعالج في تحويل مشاعر العميل السلبية القوية مثل الغضب والرغبة في الانتقام إلى مشاعر أكثر ليونة وقابلة للإدارة مثل الحزن والضعف. تم دمج العلاج باللعب، ونظرية البوليفاجال، ونظرية النضج الديناميكي للتعلق والتكيففي رسالة الدكتوراه لهاديبرودجو. يسمح دمج نموذج النضج الديناميكي للتعلق والتكيف مع تقييم تفاعلات الوالدين والطفل، (وهو تقييم مبني على نظرية الموسيقى) بتطبيق نظرية الموسيقى لفهم التوافق الأسري والتواصل غير اللفظي في سياق الأخطار المتعلقة بالذات ضمن بيئة الأسرة. تم استخدام نموذج النضج الديناميكي للتعلق والتكيف في سياق الخدمة العامة، ويوجه المعالجين حول كيفية أن يكونوا قاعدة آمنة وتحسين التحالف العلاجي.
يوفر نموذج النضج الديناميكي للتعلق والتكيف رؤى حول مسائل مختلفة في الصحة النفسية، مثل العمل مع المشاعر، تحديات المراهقين، الصدمات والتأثيرات العصبية البيولوجية، اضطراب ما بعد الصدمة، اضطراب نقص الانتباه مع فرط النشاط، التوحد، اضطراب الشخصية الحدية، اضطراب الشخصية التجنبي، اضطرابات الأكل، اضطرابات التحويل، الأمراض الجسدية الوظيفية/المختلقة/المفتعلة، حالات الإغلاق النفسي لدى الأطفال، الإدمان على المخدرات، السيكوباتية، إساءة معاملة الأطفال، الاعتداء الجنسي، آثار المؤسساتية، والاكتئاب. كما يقدم وجهة نظر بديلة عن اضطرابات الشخصية.

### البحث العلمي
تعد نظرية النضج الديناميكي للتعلق والتكيفوطرق التقييم الخاصة بها مفيدة لإجراء تقييمات التعلق. وبما أن هناك تقييمات النضج الديناميكي للتعلق والتكيفتغطي مراحل الحياة كافة، يمكن استخدامها لتقييم الفرد ونظام العائلة. يبدو أن منهج النضج الديناميكي للتعلق والتكيفيقدم نتائج أكثر دقة مع فئات من الناس الذين شهدت طفولتهم تجارب طفولة سلبية أو كان والديهم يستخدمون أساليب تربية باردة، غير متسقة، قاسية أو متحكمة باستمرار، أو كانوا منخرطين في صراعات أبوية أو فشلوا في حماية أو تعزية أطفالهم. يبدو أن بين منهجي تقييم النضج الديناميكي للتعلق والتكيفوبيركلي، يمكن لمنهج النضج الديناميكي للتعلق والتكيفالتفريق بشكل أفضل بين تصنيفات التعلق الآمن وغير الآمن، وكذلك كمية أنماط A وC والأنماط المختلطة AC. ويرجع ذلك على الأرجح لأن نموذج النضج الديناميكي للتعلق والتكيف يركز على استجابة الشخص للخطر والخوف، ويصف الغرض الأساسي لنظام التعلق بأنه تنظيم الاستجابات الوقائية الذاتية.
مقارنة مع نماذج التعلق الأخرى
طوّرت أينسورث نموذج ABC في ستينيات وسبعينيات القرن العشرين. وكان هذا هو الأساس لنموذج ABC+D (الذي يُطلق عليه أحيانًا نموذج بيركلي) ونموذج النضج الديناميكي للتعلق والتكيف.
يصف النموذجان الحديثان ABC+D والنضج الديناميكي للتعلق والتكيفنظام التعلق، ويستخدمان أنماط ABC الأساسية لأينسورث، ويستخدمان تقييمات التعلق إجراءات المواقف الغريبة ومقابلة التعلق بالبالغين. يرفض كلا النموذجين التركيز على الفرد فقط كما في النماذج النفسية مثل DSM وICD، وبدلاً من ذلك يركزان على كيف يؤثر علاقة الوالد والطفل (علاقة ثنائية) على كل طرف، وأن أنماط التعلق في الطفولة تمثل أفضل محاولة للطفل للتعامل مع بيئة الرعاية. ويتفق النموذجان على أن أكثر التدخلات فعالية المستندة إلى التعلق في مشاكل الأسرة هو التركيز على تحسين حساسية مقدم الرعاية الأساسي للطفل.وكلاهما مبني على مبادئ التطور البشري.
في نهاية المطاف، وصف نموذج ABC لأينسورث تسع فئات فرعية، وهي A1، A2، B1، B2، B3، B4، B5، C1، وC2. أما النماذج الأحدث فقد حددت فئات فرعية أساسية إضافية، 24 في نسخة البالغين من نموذج ABC+D و29 في نموذج النضج الديناميكي للتعلق والتكيف، وكل منها يصف تراكيب إضافية من أنماط AC.
بينما يصف كلا النموذجين تأثير نظام التعلق على معالجة المعلومات ووظائف الذاكرة، ويصفان تأثيرات الصدمة والفقدان، يقدم نموذج النضج الديناميكي للتعلق والتكيف تركيزًا وتفصيلًا أكبر في هذه العناصر. يستخدم النضج الديناميكي للتعلق والتكيفأنظمة ذاكرة أكثر ويأخذ بعين الاعتبار أنواعًا أكثر من الصدمات. في نموذج ABC+D يتم إسناد المعنى للسلوك، بينما يبحث النضج الديناميكي للتعلق والتكيفعن وظيفة السلوك لتعريف معناه.
يركز نموذج ABC+D تاريخيًا على السلامة، وأمن التعلق مقابل عدم الأمن، وهو تصنيفي، ويصف مسارات تطور خطية، ويصف التعلق بمفاهيم ومصطلحات مختلفة للأطفال والبالغين، ويستخدم مفهوم "النموذج الداخلي للعمل" لبولبي. أما نموذج النضج الديناميكي للتعلق والتكيف فيركز على الخطر، ويركز على المخاطر بدلاً من الأمن وعدم الأمن، وهو بعدي، ويصف مسارات نمو محتملة التفرع، ويصف التطور الناضج لاستراتيجيات الحماية الذاتية، ويصف الأنظمة والعمليات العصبية البيولوجية.
قدم لاندا ودوشينسكي نظرية حول التطور التاريخي لكلا النموذجين لتوضيح سبب وكيفية اختلافهما اعتمد نموذج ABC+D في البداية على مجتمعات بحث معيارية (متوسطات). بينما استخدم البحث الأولي لنموذج النضج الديناميكي للتعلق والتكيف كلًا من المجتمعات المعيارية والمجتمعات المعرضة لسوء المعاملة، مما وفر له مجموعة بيانات أغنى. كما أن لكل نموذج افتراضات أساسية مختلفة. يفترض نموذج النضج الديناميكي للتعلق والتكيف (وكذلك غيره، كما فعل بولبي وأينسورث، أن الهدف الأساسي لنظام التعلق عند الأطفال هو الحفاظ على توفر شخصية التعلق. في نموذج ABC+D، كما حدده ماري مين وجوديث سولومون، الهدف هو الحفاظ على القرب. (ليس كل نظريي التعلق الذين يستخدمون نموذج ABC+D يستخدمون نفس تعريفات ماري مين. فهناك من يستخدمون مصطلحات وتعريفات متطابقة أو شبه متطابقة مع تعريفات كريتندن.
يرفض نموذج النضج الديناميكي للتعلق والتكيف مفهوم التعلق غير المنظم، ويجادل بدلًا من ذلك بأن الناس يمكنهم تنظيم استجابة لمعظم أشكال الخطر، حتى وإن كانت الاستجابة زيادة في العدوانية أو تجاهل الألم الجسدي والنفسي. اتفق غرانكفيست و42 من خبراء التعلق، بينهم ماري مين، أن مفهوم التعلق غير المنظم، كما يُفهم في 2017، له فائدة قليلة أو معدومة، وقد لا يُستخدم في السياقات السريرية أو القضائية.
حظي نموذج ABC+D بقبول واسع من مجتمع البحث في الفترة بين حوالي 1990 إلى 2017، رغم أن مين كانت تنادي بالحذر في استخدام التعلق غير المنظم في السياقات السريرية والقضائية على الأقل منذ 2011. وفي 2018 أشار فان إيزندورن وآخرون إلى أزمة التكرار في تقييمات التعلق المستندة إلى ABC+D، ودعوا مجتمع التعلق ABC+D لإعادة النظر في أسسهم.

## النقد
بعد أن حدد غرانكفيست و42 مؤلفًا آخرين (2017)بوضوح حدود وسوء تطبيق فئة التعلق غير المنظم، تبادل فان إيزندورن وآخرون، وكريتندن وسبايكر سلسلة من التعليقات والانتقادات حول نماذج التعلق ABC+D والنضج الديناميكي للتعلق والتكيففي عدد تشرين الثاني/كانون الأول 2018 من مجلة صحة الطفل النفسية. انتقد فان إيزندورن نموذج النضج الديناميكي للتعلق والتكيف لوجود عدد كبير جدًا من التصنيفات، حيث يحتوي على 29 نمطًا أساسيًا، مقارنةً بنموذج ABC+D الذي يحتوي على 24 نمطًا. وبينما أقر بأن التقييمات التي تستخدم نموذج ABC+D لا يمكن استخدامها في المحكمة، جادل بأن تقييمات النضج الديناميكي للتعلق والتكيفكذلك لا يمكن استخدامها لأنها لا تفي بمعيار "ما وراء الشك المعقول" المطلوب في المحكمة. ومع ذلك، فإن معيار "الأرجح" هو المعيار الصحيح في القضايا المدنية (غير الجنائية). جادل فان إيزندورن بأن تقييمات النضج الديناميكي للتعلق والتكيفتفتقر إلى الصلاحية مثل تقييمات ABC+D، وهو ما يعارضه كريتندن وآخرون. وجد فان إيزندورن خللاً في موقف كريتندن بأن نموذج النضج الديناميكي للتعلق والتكيف ما زال في طور التطور. ردت كريتندن بأن نموذجًا معقدًا ومتعدد التخصصات لتطور الإنسان يجب أن يستمر دائمًا في إضافة معلومات جديدة وتطويره.
ناقش فورسلوند و68 مؤلفًا آخرين لاحقًا استخدام تقييمات التعلق في الإجراءات القضائية. وصفوا القيود والاستخدام المناسب لتقييمات نموذج ABC+D. جادل بعض المؤلفين بأنها لا يمكن أبدًا استخدامها في الإجراءات القضائية، بينما جادل آخرون بأنها ممكنة. ومع ذلك، فإن المقالة، رغم إشارته الجانبية إلى كريتندن، لم توضح أنها تتناول فقط مشكلات التقييمات باستخدام نموذج ABC+D.
يردد آخرون نقطة فان إيزندورن حول التعقيد من حيث أن يصبح المرء مقيّمًا موثوقًا وقادرًا على استخدام تقييم النضج الديناميكي للتعلق والتكيفللشهادة في المحكمة عن استراتيجيات الحماية الذاتية لشخص معين في سياق معين، أو لتقييم عائلي باستخدام طريقة صياغة العائلة الوظيفية في النضج الديناميكي للتعلق والتكيف. يمكن أن يستغرق تعلم تقييمات التعلق في مرحلة ما قبل المدرسة وتقييم التعلق في سن المدرسة سنة أو أكثر، بينما قد يستغرق مقابلة التعلق بالبالغين عدة سنوات. في الواقع، هناك عدد قليل جدًا من الأشخاص في العالم الذين يمكنهم استخدام تقييمات النضج الديناميكي للتعلق والتكيف في المحاكم، خاصةً ضمن متطلبات بروتوكول محكمة الأسرة الخاص بـ الجمعية الدولية لدراسة التعلق. (لا تدرج الجمعية الدولية لدراسة التعلق ولا FRI أي مقيّمين قانونيين متاحين على مواقعهما الإلكترونية حتى نشرين الثاني 2021.)
وجد ديفيد بوكوك أن نموذج النضج الديناميكي للتعلق والتكيف مفيد وقوي، لكنه في الوقت نفسه يزيد من خطر التبسيط والتجسيد. يحاول نموذج النضج الديناميكي للتعلق والتكيف توضيح أن الناس لا يتم تقليلهم إلى "C3" أو "A4"، بل يتم وصفهم بأنهم يستخدمون استراتيجيات من تلك الأنماط. التجسيد يعني تحويل شيء مجرد إلى شيء ملموس، بحيث يصبح استراتيجيات التعلق المستخدمة في موقف واحد هي ما يحدد الشخص تمامًا. ويعبر عن مخاوف شائعة بأن التعلق، ونموذج النضج الديناميكي للتعلق والتكيف بشكل خاص، هو نموذج قوي جدًا لدرجة أنه من السهل الوقوع في استخدام اختصارات غير منتجة.